# Japan Freight Railway Company
A Japan Freight Railway Company (magyar nyelven: Japán Teherszállító Vasúttársaság (japánul: 日本貨物鉄道株式会社, Nippon Kamotsu Tetsudō Kabushiki-gaisha), vagy JR Freight (JR貨物, Jeiāru Kamotsu), a JR Group hét vállalatának egyike. Egész Japánban országszerte áruszállítást biztosít. Székhelye a tokiói Sibujában, a Sindzsuku pályaudvar közelében található.
A Japan Railways Group 1987. április 1-jén jött létre, amikor a JNR-t privatizálták. A JNR-t hat regionális személyszállító vasúttársaságra és egyetlen áruszállító vasúttársaságra, a Japan Freight Railway Company-ra osztották fel.
A vállalatnak csak mintegy ötven kilométernyi saját pályája van, ezért a hat JR személyszállító vasúttársaság, valamint a Japánban vasúti közlekedést biztosító más társaságok tulajdonában lévő pályán közlekedik.

## Vasúti járművek
2017. március 1-jén a JR Freight a következő gördülőállományt birtokolja és üzemelteti, az újabb mozdonyok többségét kizárólag a Toshiba Infrastructure Systems & Solutions gyártja:

### Dízelmozdonyok
- JNR DE10 sorozat B-C dízel-hidraulikus mozdony
- JNR DE11 sorozat B-C dízel-hidraulikus mozdony
- JR Freight DB500 sorozat B dízel-hidraulikus mozdony
- JR Freight DD200 sorozat Bo-Bo dízel-villamos mozdony
- JR Freight DF200 sorozat Bo-Bo-Bo dízel-villamos mozdony
- JR Freight HD300 sorozat Bo-Bo, hibrid dízel-akkumulátoros mozdony

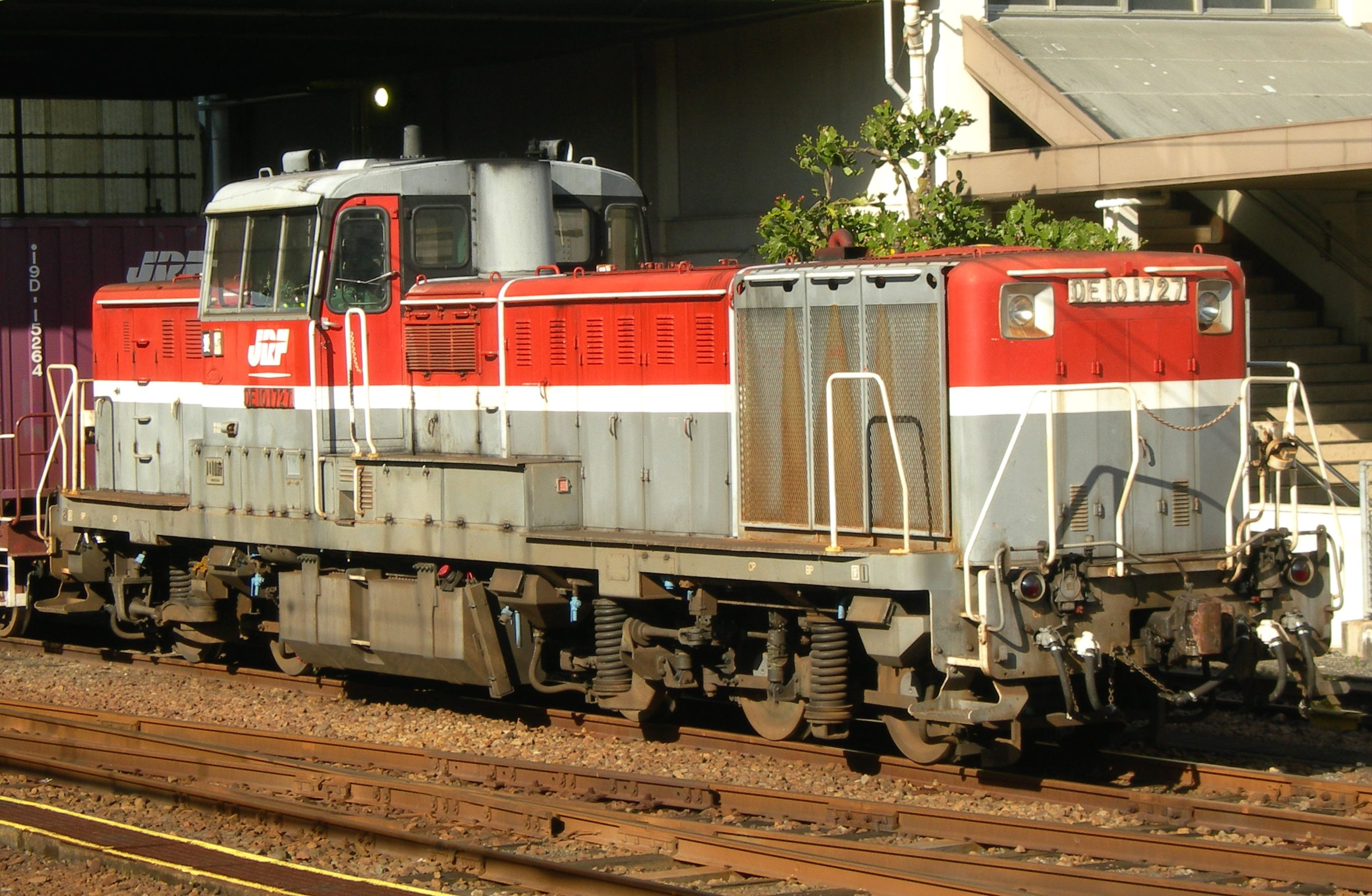
Egy DE10-1500 dízel-hidraulikus mozdony 2009 decemberében
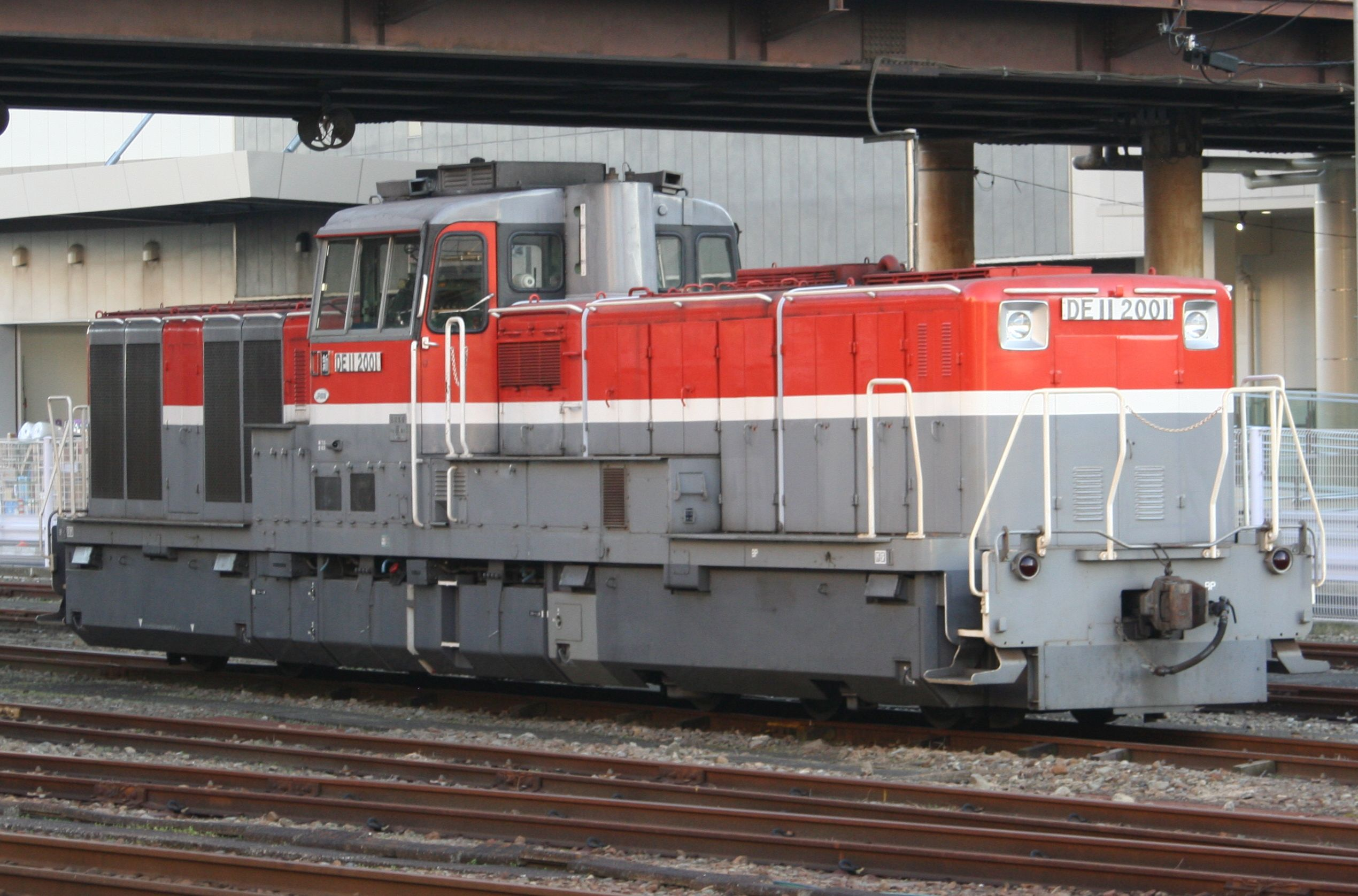
A DE11-2000 dízel-hidraulikus mozdony 2011 januárjában
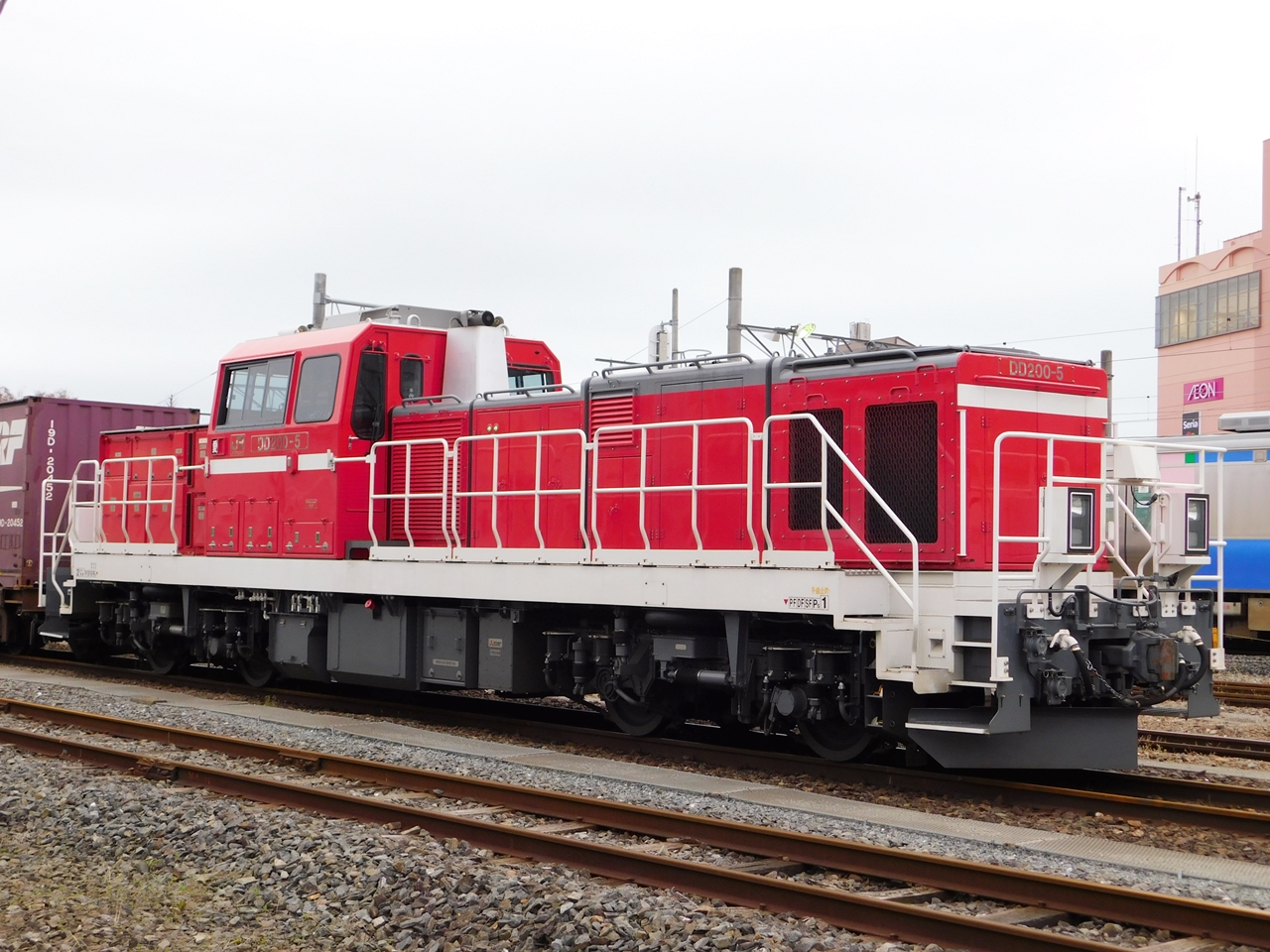
Egy DD200 dízel-villamos mozdony 2020 áprilisában
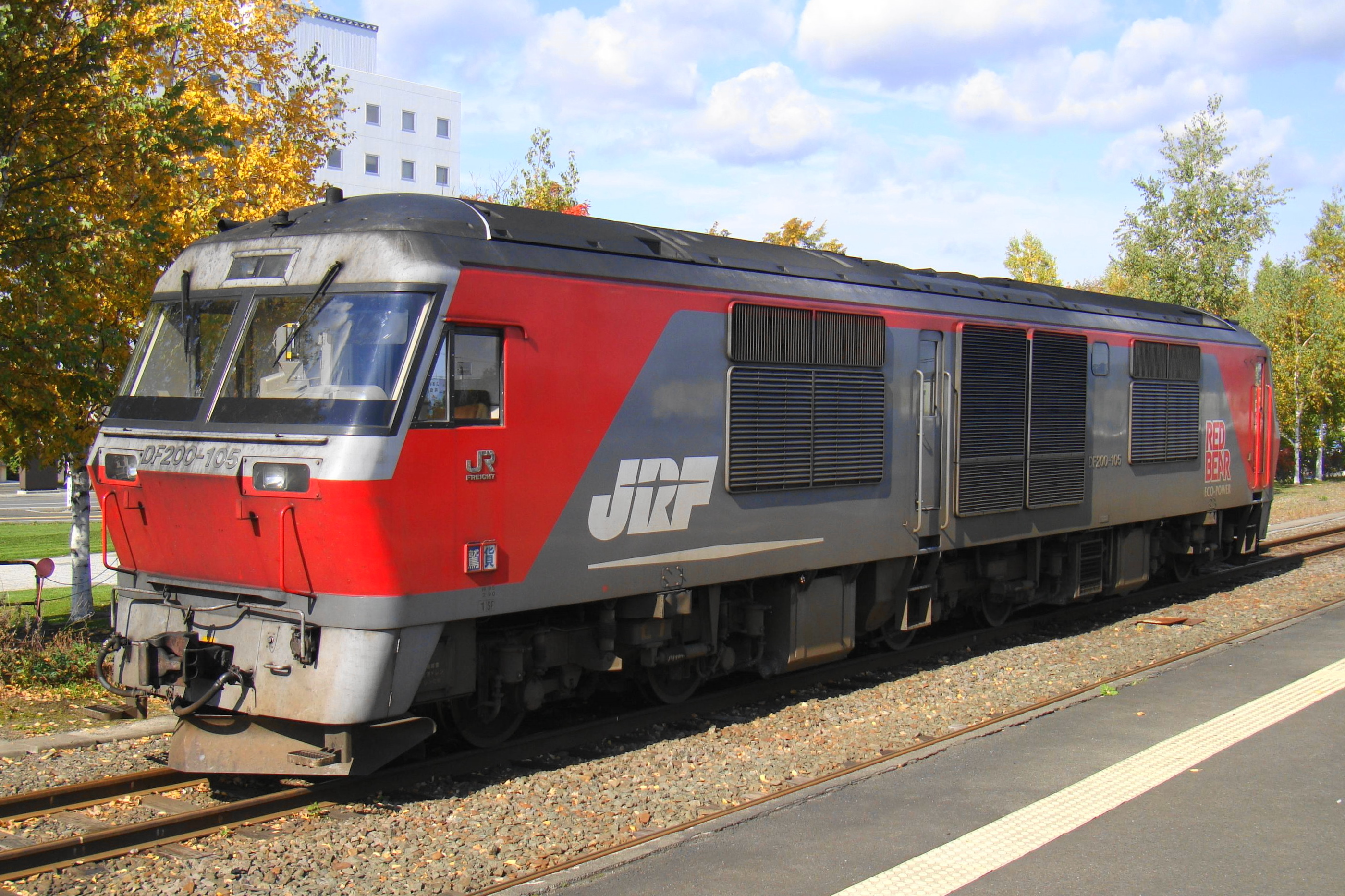
Egy DF200-100 dízel-villamos mozdony 2011 októberében
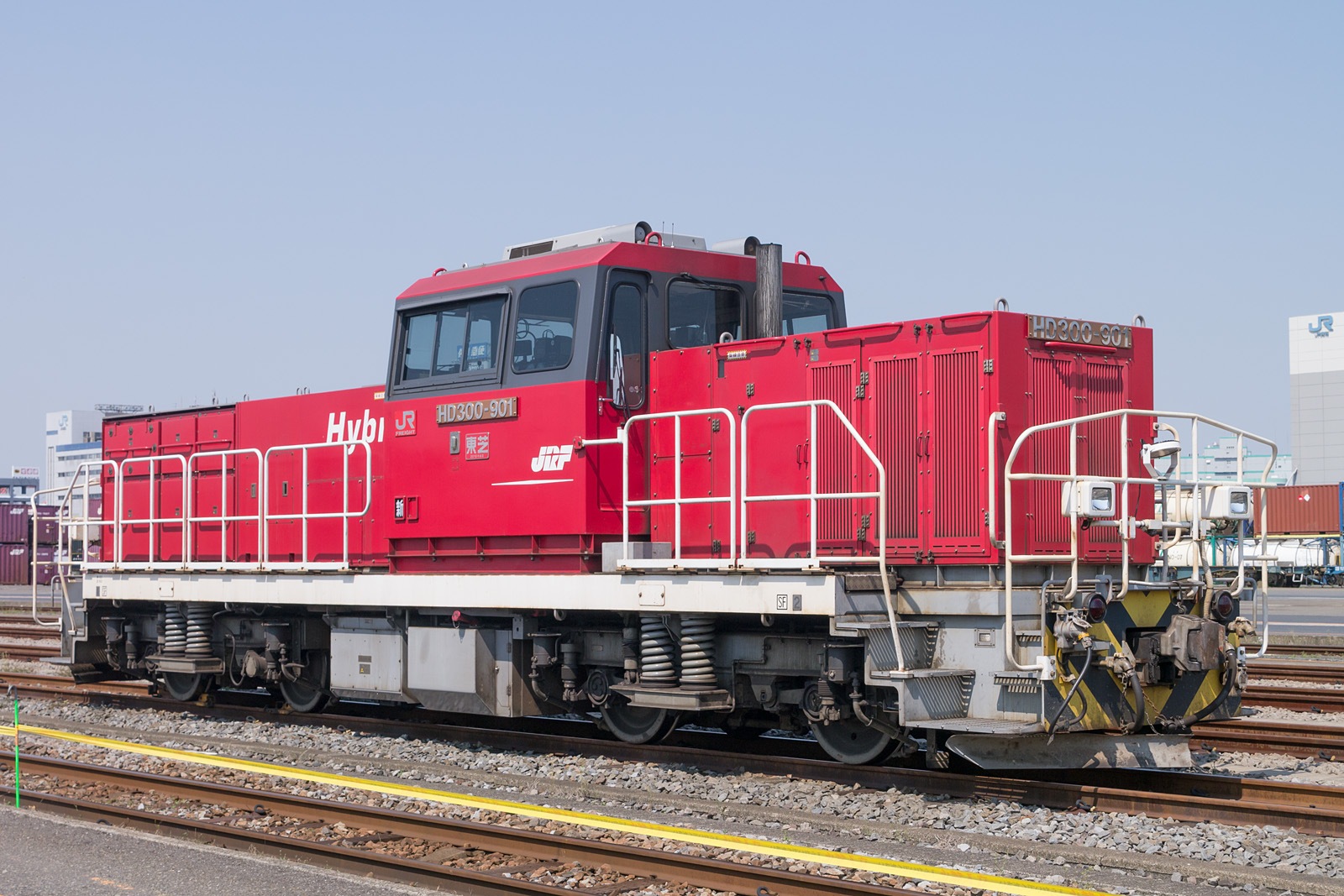
Egy HD300 hibrid dízel-akkumulátoros mozdony 2013 májusában

### Villamos mozdonyok
- JNR EF64 sorozat Bo-Bo-Bo DC villamos mozdony
- JNR EF65 sorozat Bo-Bo-Bo DC villamos mozdony
- JNR EF66 sorozat Bo-Bo-Bo DC villamos mozdony
- JNR EF67 sorozat Bo-Bo-Bo DC villamos mozdony
- JNR CED sorozat 76 Bo-2-Bo AC villamos mozdony
- JNR EF81 sorozat Bo-Bo-Bo AC/DC villamos mozdony
- JR Freight EF210 sorozat Bo-Bo-Bo DC villamos mozdony
- JR Freight EH200 sorozat Bo-Bo+Bo-Bo DC villamos mozdony
- JR Freight EF510 sorozat Bo-Bo-Bo AC/DC villamos mozdony
- JR Freight EH500 sorozat Bo-Bo+Bo-Bo AC/DC villamos mozdony
- JR Freight EH800 sorozat Bo-Bo+Bo-Bo AC villamos mozdony

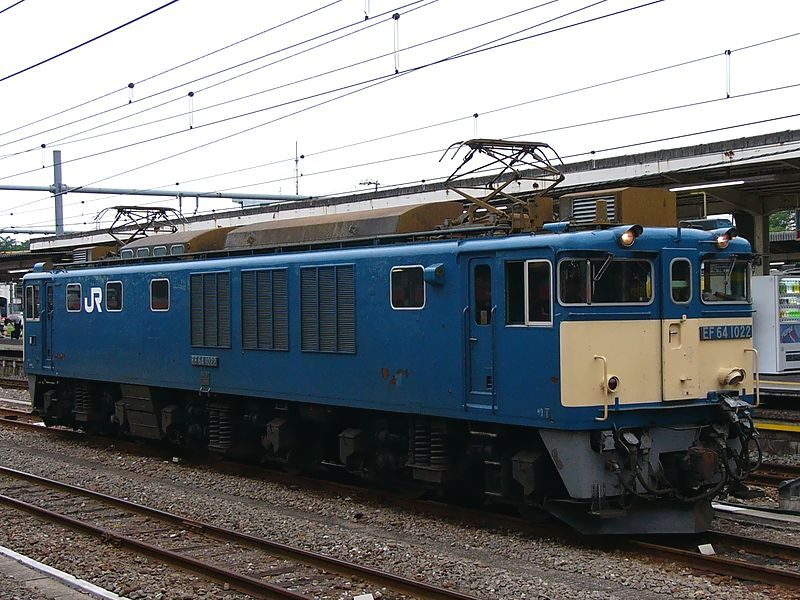
Egy EF64-1000 DC villamos mozdony 2005 júliusában
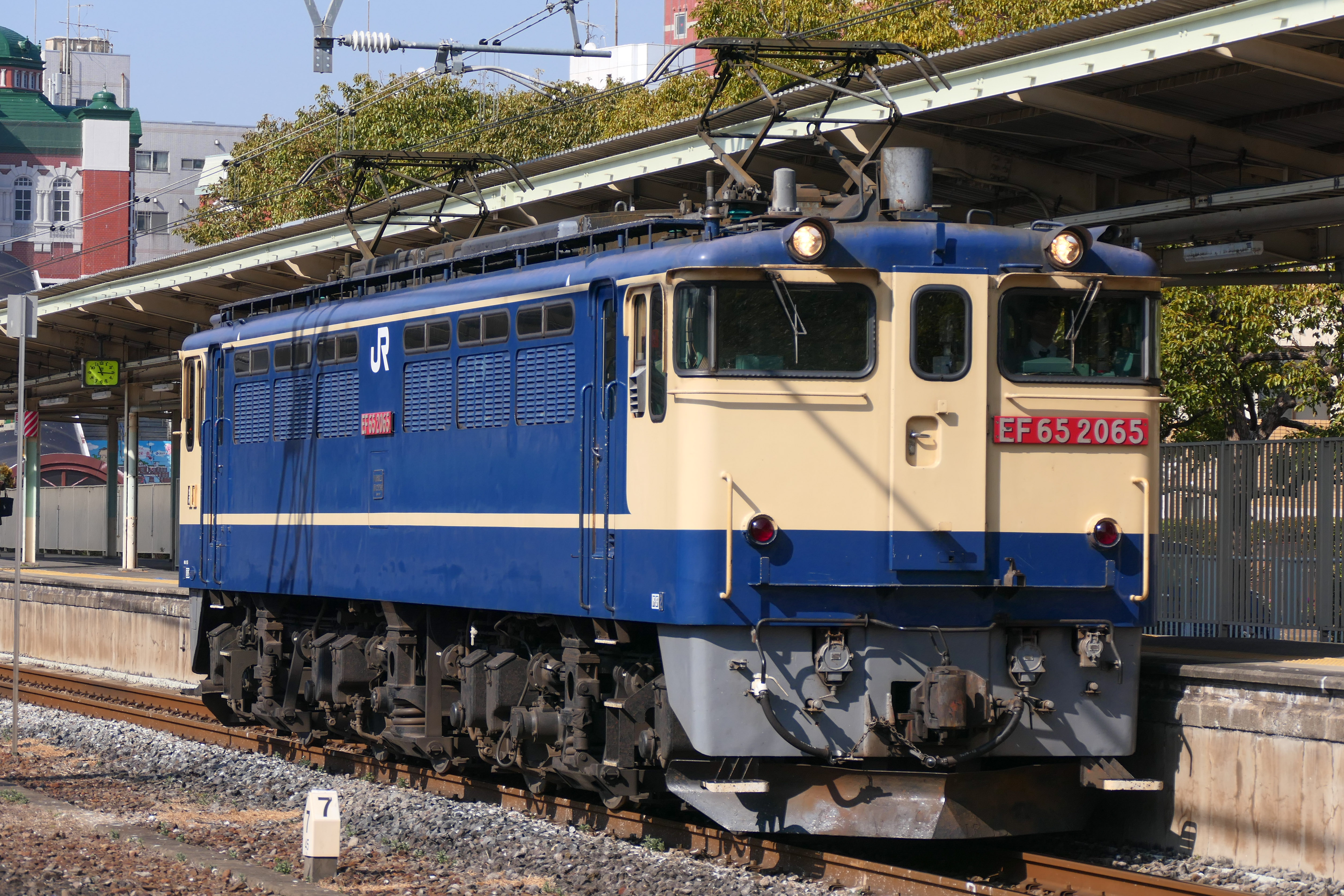
Egy EF65-2000 DC villamos mozdony 2021 februárjában
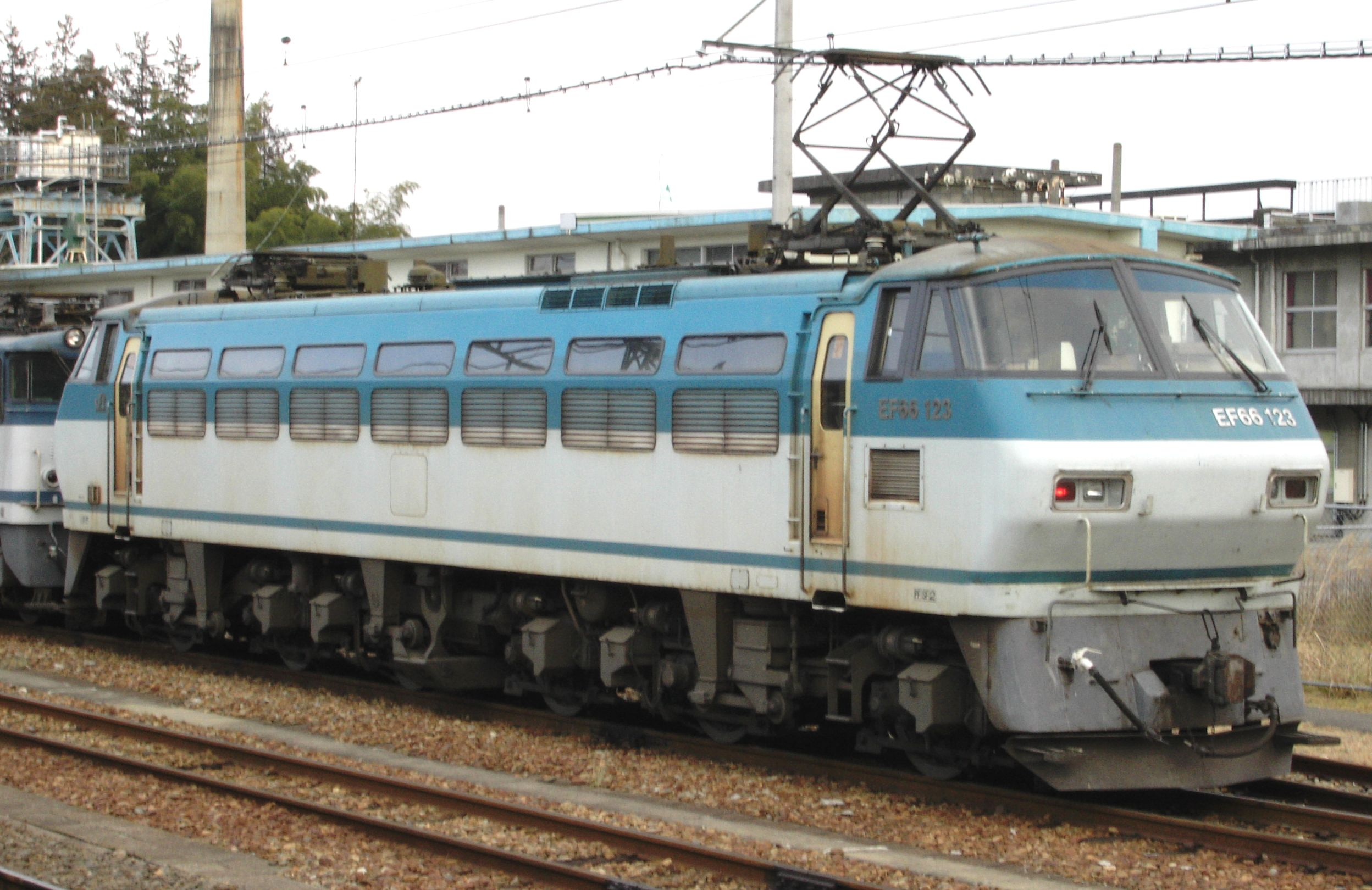
Egy EF66-100 DC villamos mozdony 2006 januárjában
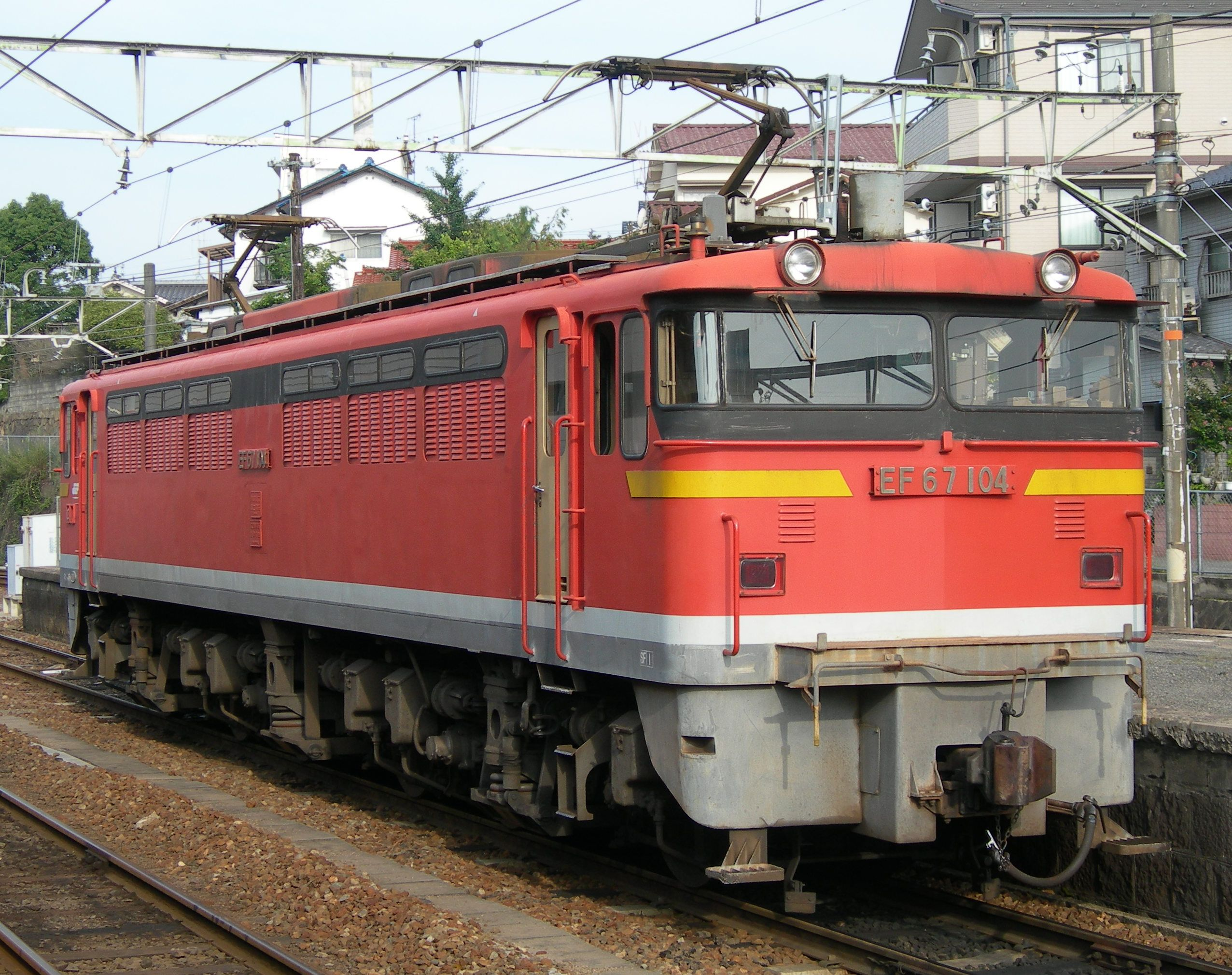
Egy EF67-100 DC villamos mozdony 2009 augusztusában
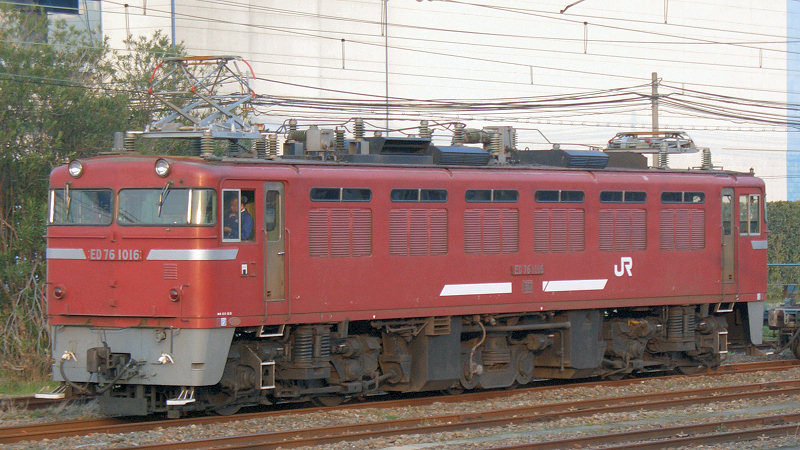
Egy ED76-1000 AC villamos mozdony 2007 márciusában
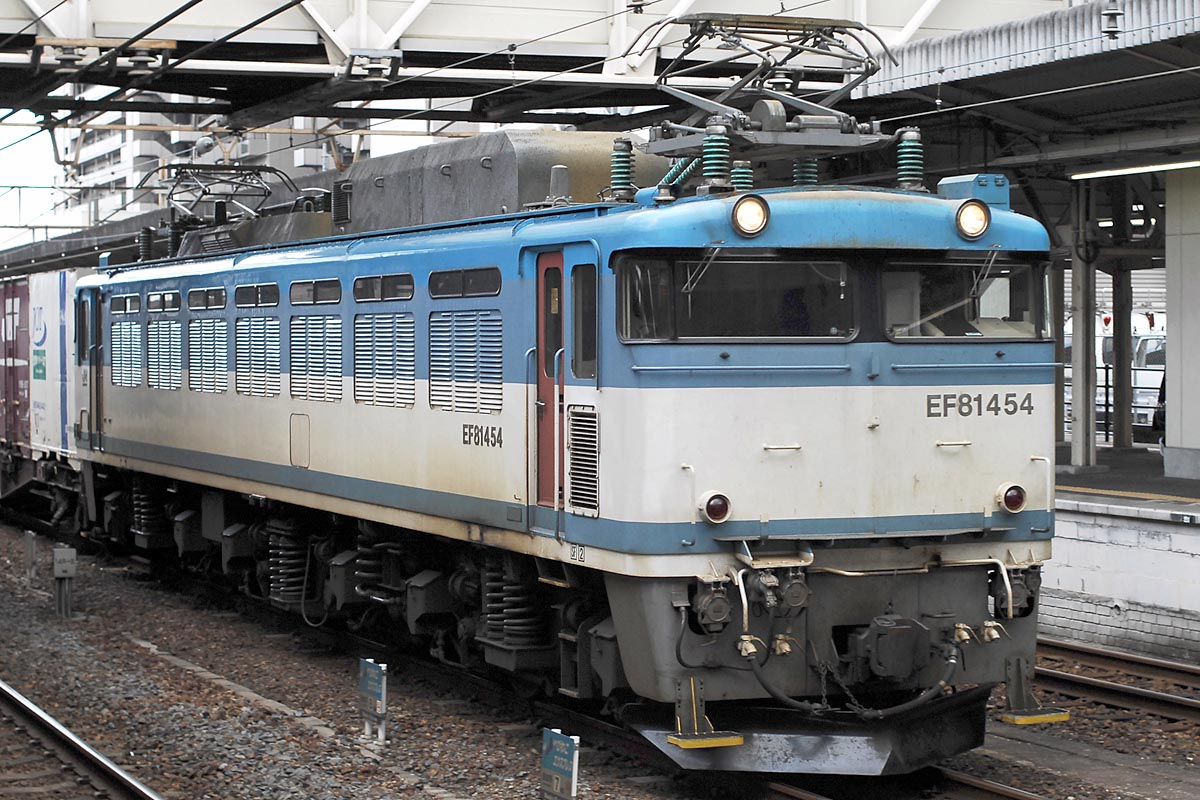
Egy EF81-450 AC villamos mozdony 2008 februárjában
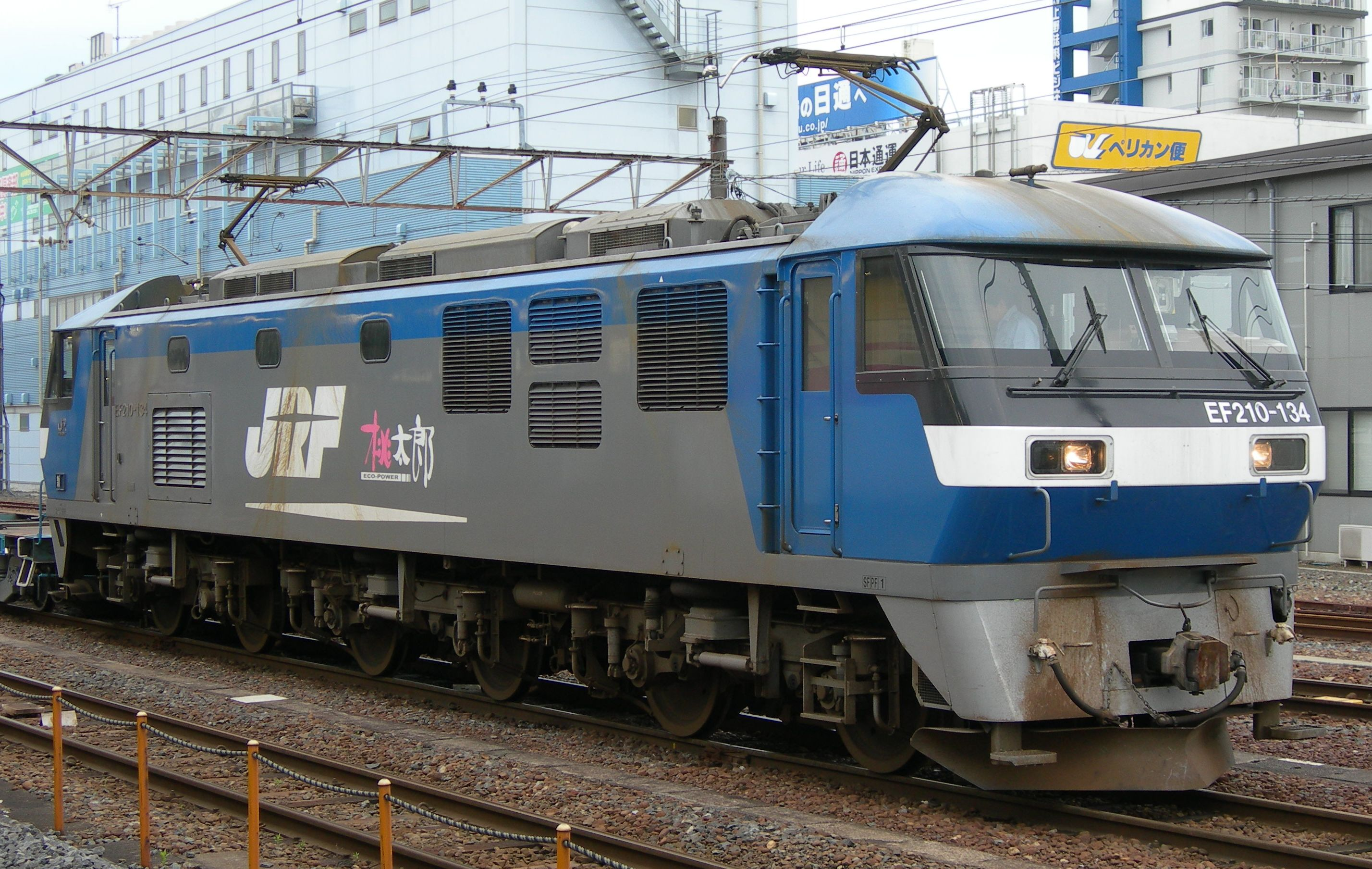
Egy EF210-100 DC villamos mozdony júniusában
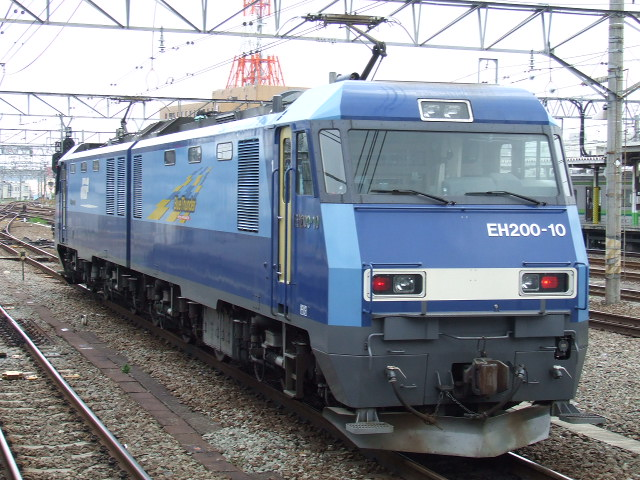
Egy EH200 DC villamos mozdony 2007 júniusában
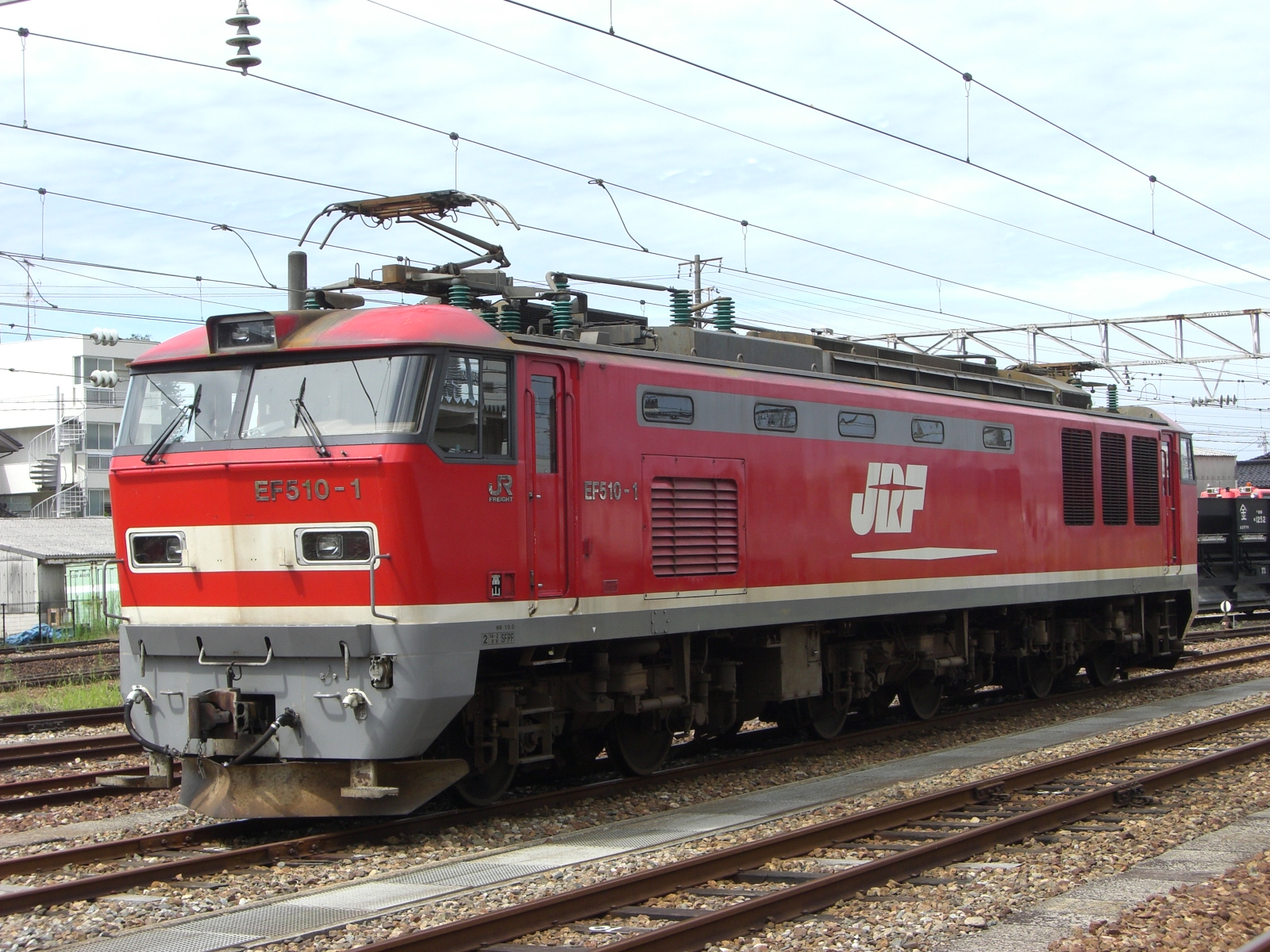
Egy EF510 AC/DC villamos mozdony 2009 augusztusában
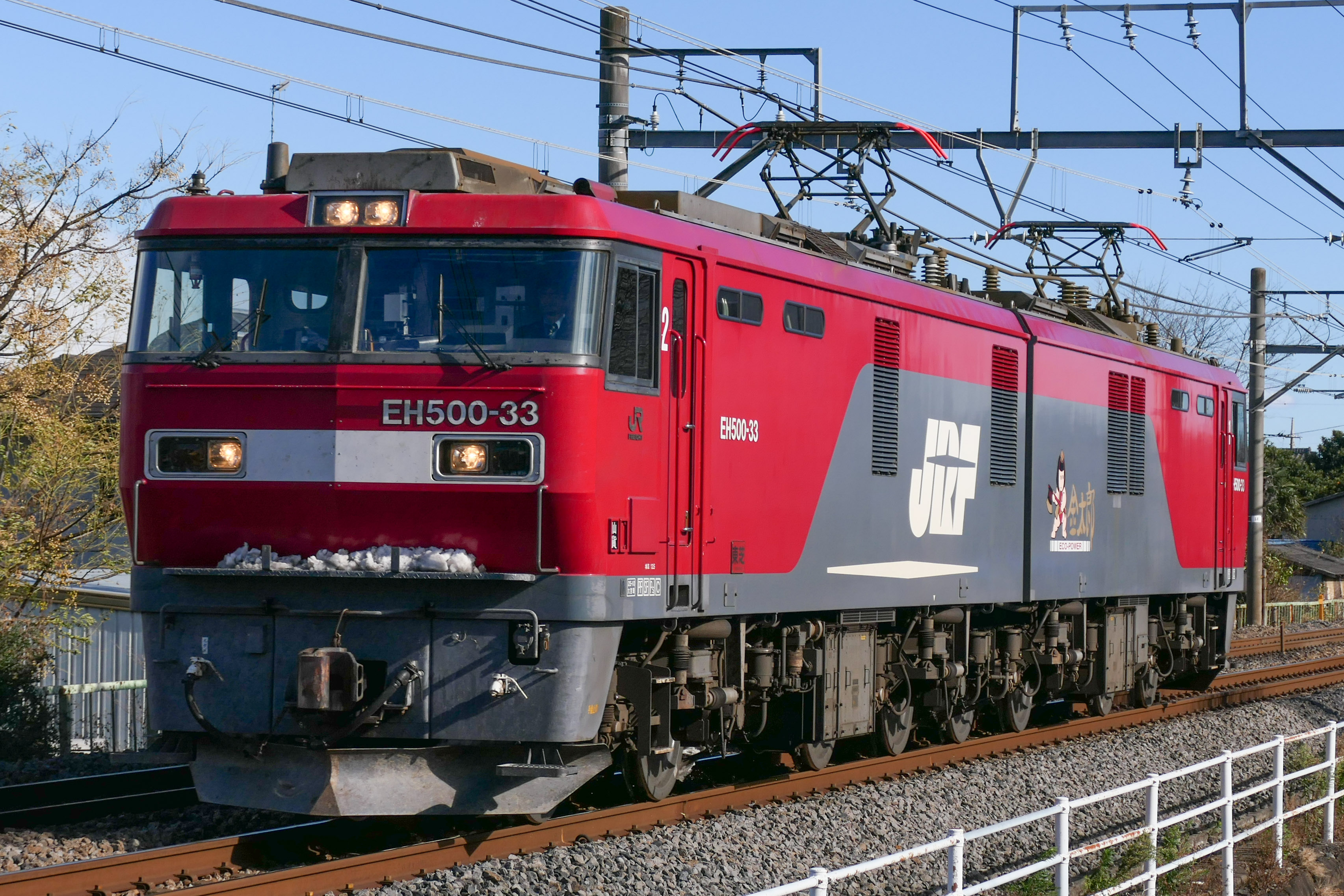
Egy EH500 AC/DC villamos mozdony 2020 decemberében
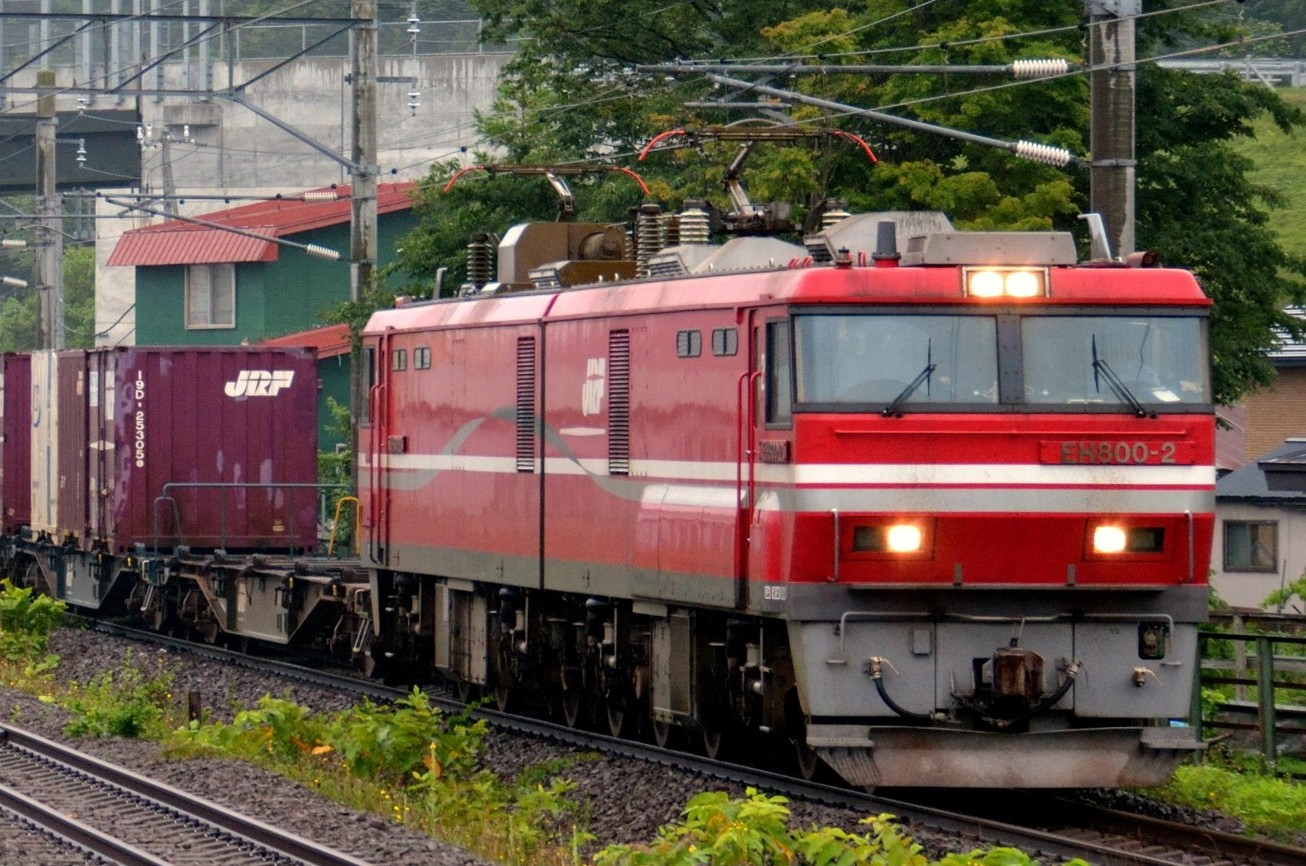
Egy EH800 AC villamos mozdony 2016 júliusában

### Villamos motorvonatok
- M250 sorozat teherszállító villamos motorvonat

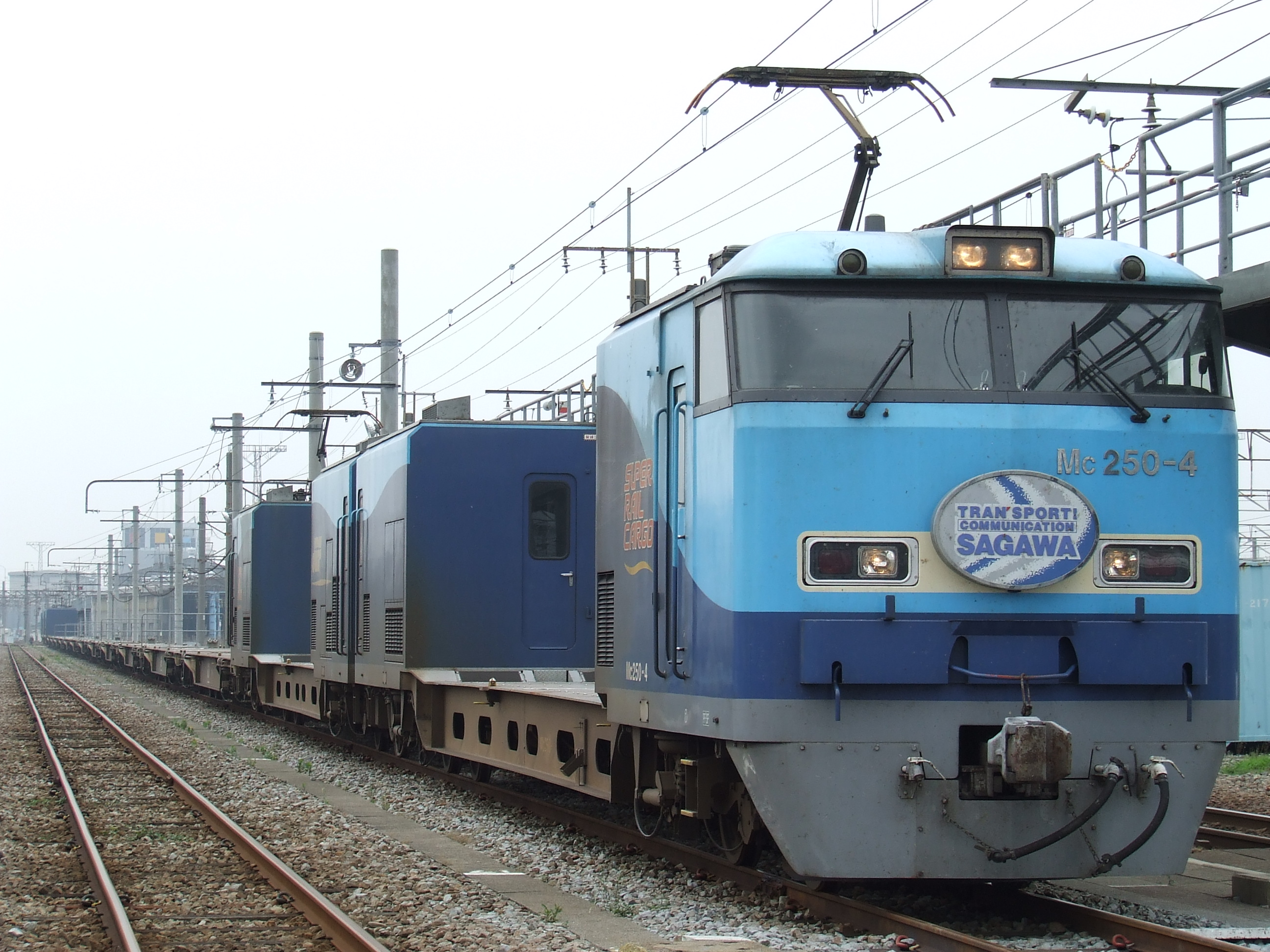
Egy M250 sorozat teherszállító villamos motorvonat 2007 júniusában

### Korábbi mozdonysorozatok
- JNR ED62 sorozat Bo-1-Bo DC villamos mozdony
- JNR ED75 sorozat Bo-Bo AC villamos mozdony
- JNR ED79 sorozat Bo-Bo AC villamos mozdony
- JR EF200 sorozat Bo-Bo-Bo DC villamos mozdony
- JNR DD51 sorozat B-2-B dízel-hidraulikus mozdony

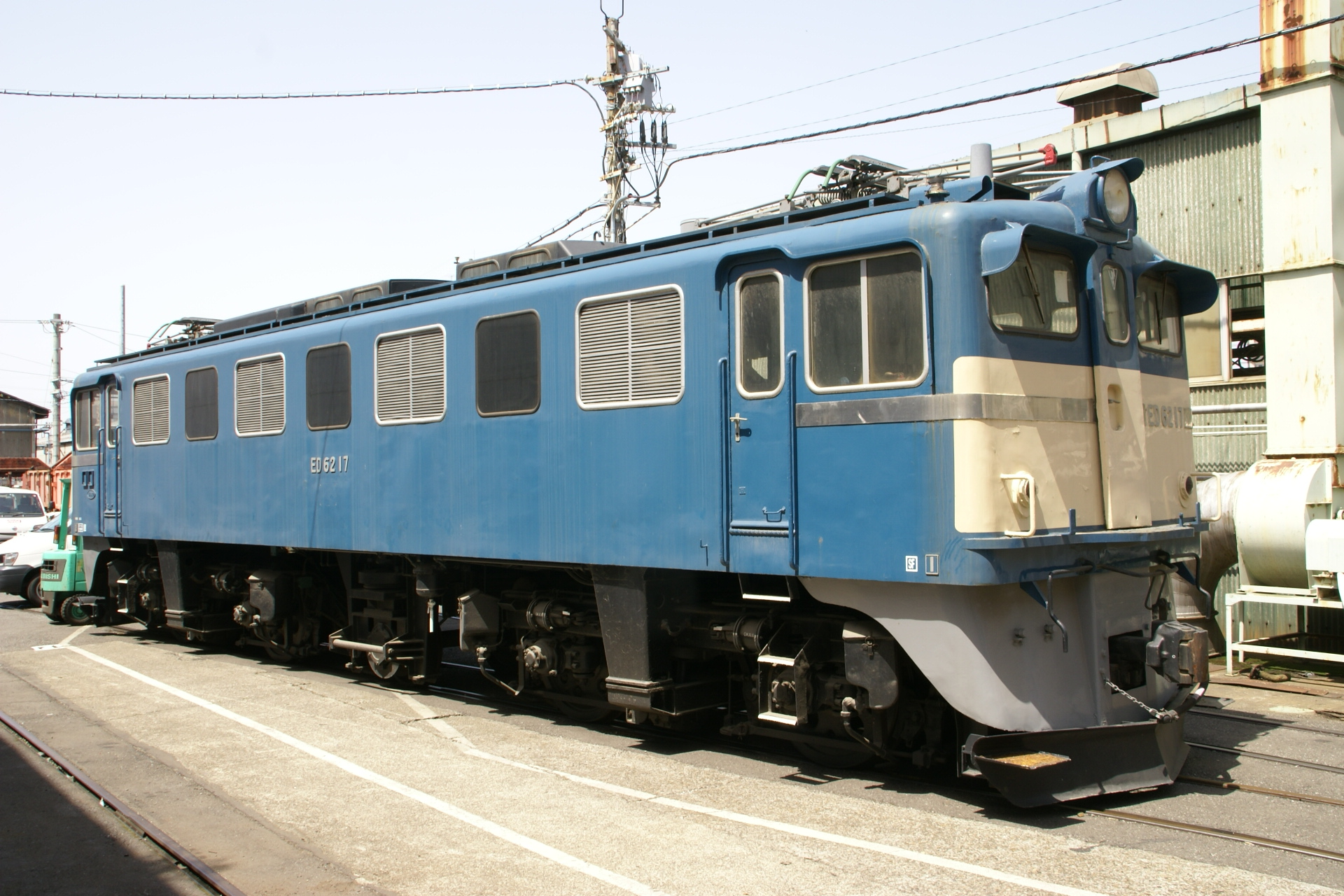
Egy ED62 villamos mozdony 2007 májusában
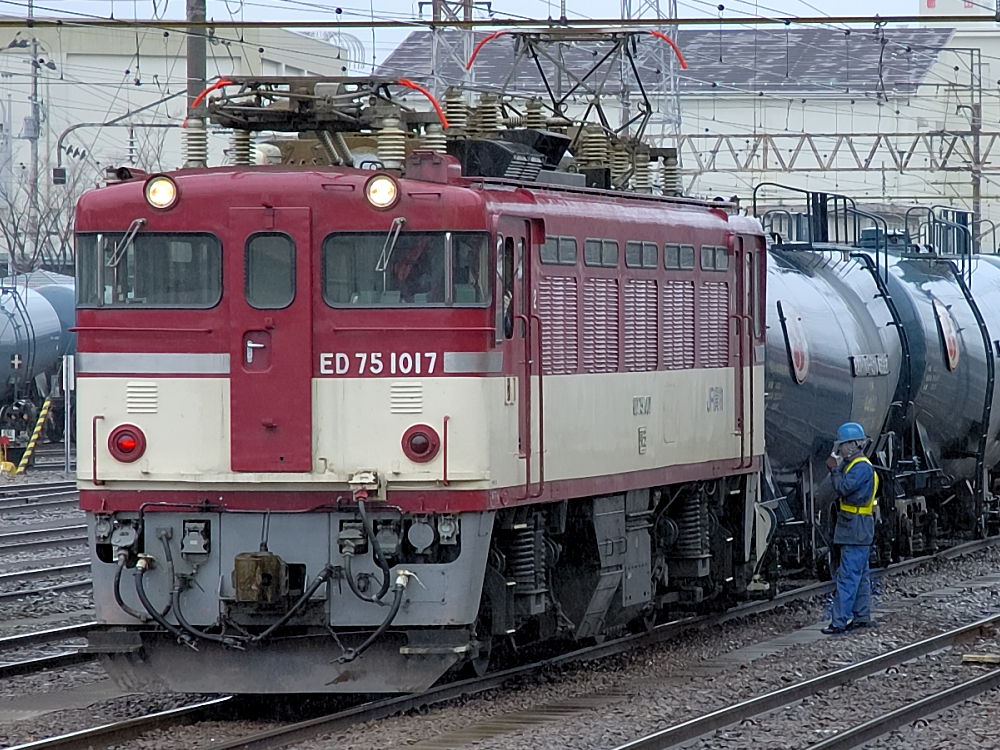
Egy ED75-1000 villamos mozdony 2007 márciusában
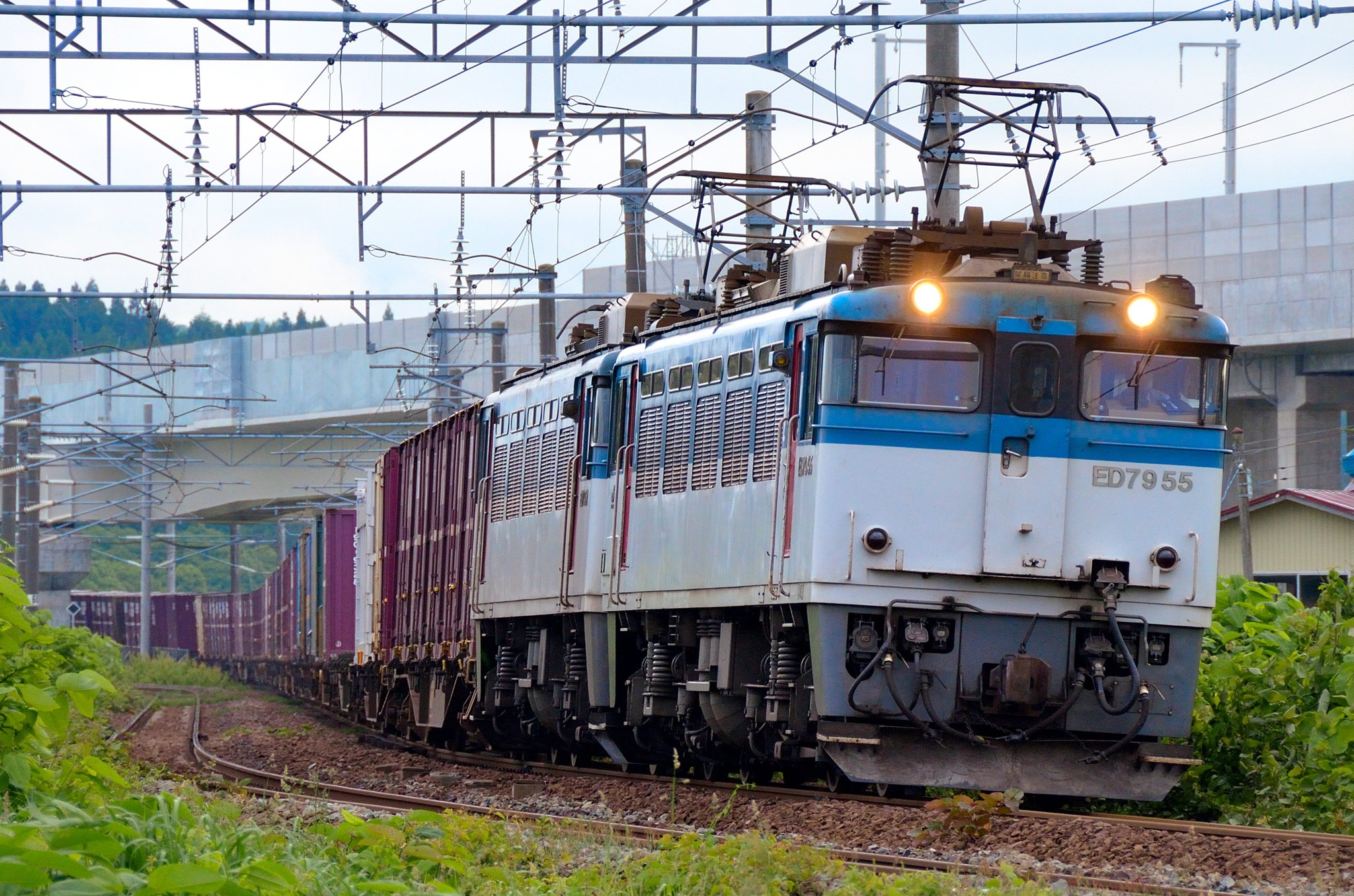
Két ED79 villamos mozdony 2013 júniusában
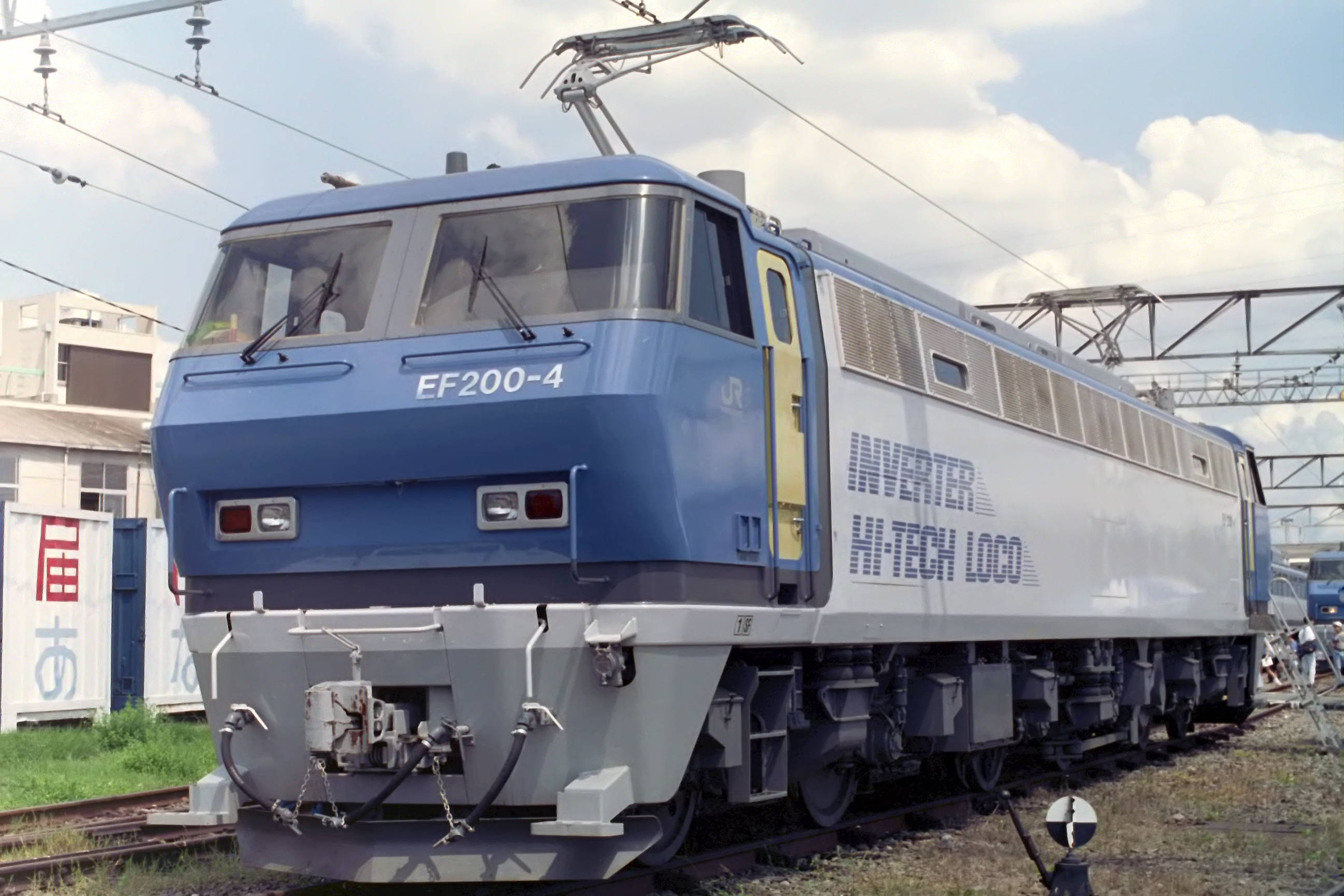
Egy EF200 DC villamos mozdony 1992 augusztusában
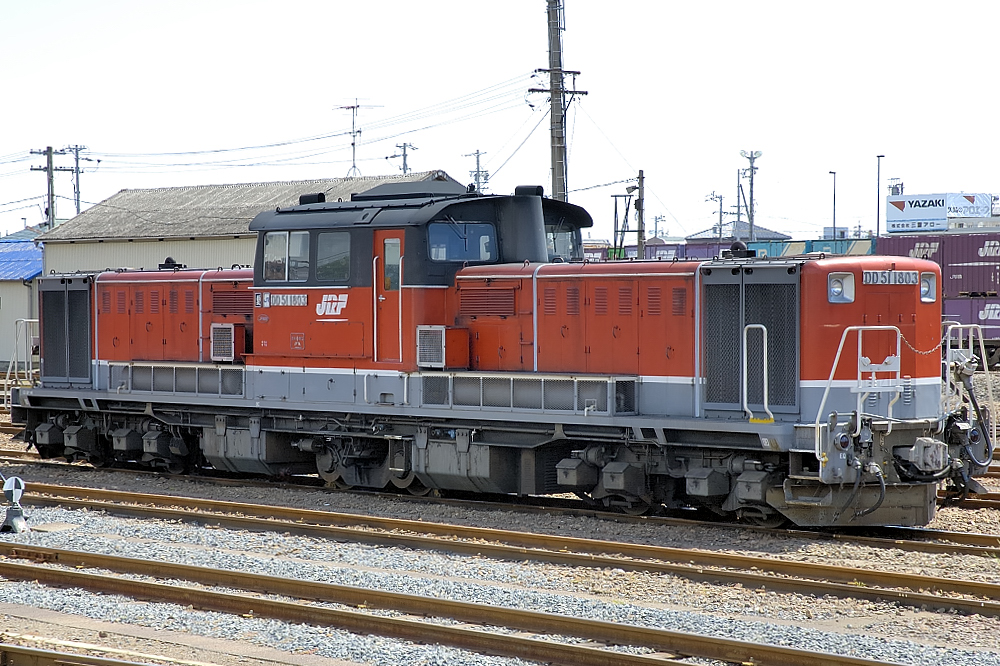
Egy DD51 dízel-hidraulikus mozdony 2007 augusztusában